# Statcast

## استت‌کست (Statcast)
استت‌کست یک سامانه تحلیل ورزشی و ردیابی داده‌محور است که در لیگ برتر بیسبال (MLB)، لیگ حرفه‌ای بیسبال در ایالات متحده آمریکا، مورد استفاده قرار می‌گیرد. این سیستم با بهره‌گیری از رادار و دوربین‌های سرعت بالا، داده‌هایی دقیق دربارهٔ عملکرد بازیکنان و توپ را به‌صورت لحظه‌ای جمع‌آوری می‌کند. استت‌کست در ۲۰۱۵ (میلادی) برای نخستین‌بار معرفی شد و انقلابی در تحلیل داده‌های ورزشی ایجاد کرد.

## فناوری به‌کاررفته
این سیستم ترکیبی از فناوری‌های رهیابی راداری مانند TrackMan و دوربین‌های نوری مانند OptiTrack است که حرکات سه‌بعدی و زمان‌بندی‌شده را ثبت می‌کنند. این فناوری‌ها قادرند سرعت پرتاب، زاویه پرتاب، مسیر توپ، زمان واکنش بازیکنان، سرعت دویدن و دقت پرتاب را با دقت میلی‌ثانیه‌ای اندازه‌گیری کنند.

## کاربردها
- تحلیل عملکرد بازیکنان: داده‌هایی مانند exit velocity و launch angle برای ارزیابی قدرت ضربه‌زنی بازیکنان به کار می‌رود.
- پیش‌بینی آسیب‌ها: با بررسی فشار واردشده به مفاصل و عضلات.
- تصمیم‌گیری تاکتیکی: مربیان با اتکا بر داده‌ها می‌توانند ترکیب تیم و جای‌گیری را بهینه‌سازی کنند.
- نمایش‌های تلویزیونی: گرافیک‌های زنده از مسیر حرکت توپ و بازیکنان باعث افزایش جذابیت رسانه‌ای مسابقات می‌شود.[۳]

## مزایا و نوآوری‌ها
استت‌کست دقت و عمق تحلیل در ورزش حرفه‌ای را به سطحی رسانده که پیش‌تر ممکن نبود. با استفاده از یادگیری ماشین، مدل‌سازی آماری و تحلیل پیش‌بینی‌کننده، تیم‌ها می‌توانند استراتژی‌هایی مبتنی بر داده اتخاذ کنند. همچنین این سامانه امکان مقایسه بازیکنان و ارزیابی قراردادها را فراهم کرده است.

## چالش‌ها
- هزینه بالا: نصب و نگهداری تجهیزات در استادیوم‌ها بسیار پرهزینه است.
- دسترسی نابرابر: برخی تیم‌های کم‌بودجه ممکن است به این داده‌ها دسترسی کامل نداشته باشند.
- اشباع داده‌ای: حجم زیاد داده‌ها بدون تحلیل دقیق می‌تواند منجر به برداشت‌های اشتباه شود.

## پیوندهای داخلی
- بیسبال
- لیگ برتر بیسبال (MLB)
- هوش مصنوعی
- تحلیل داده‌ها
- ورزش حرفه‌ای
- یادگیری ماشین
- رادار
- بینایی ماشین